# 佐々木孝介
佐々木 孝介（ささき こうすけ、1987年1月10日 - ）は、北海道余市郡余市町出身の元アマチュア野球選手・現アマチュア野球指導者。

## 経歴
駒澤大学附属苫小牧高等学校では1年生時の秋から内野手のレギュラーとなり、2年生時の春に第75回選抜高等学校野球大会、夏に第85回全国高等学校野球選手権大会に出場。3年生時の夏に主将として、第86回全国高等学校野球選手権大会で北海道勢初となる優勝を果たす。自身も決勝戦で7回の勝ち越し二塁打を含む3安打を記録するなど、同大会打率.429（21打数9安打）を記録。
高校卒業後は駒澤大学へ進学し、3年生時から学生コーチに転身。大学卒業後は駒澤大学附属苫小牧高等学校のコーチを経て、2009年7月31日に駒澤大学附属苫小牧高等学校の監督への就任が同校から発表された。2013年秋の北海道大会では同校を優勝に導き、第44回明治神宮野球大会の出場を果たす。11月11日の1回戦で沖縄尚学高等学校に敗退したが、2014年1月24日に同校の第86回選抜高等学校野球大会の出場が決まった。3月22日の1回戦で創成館高等学校に勝利し、監督として甲子園初勝利を挙げた。

## 人物・エピソード
- 第86回全国高等学校野球選手権大会決勝戦では自身がウイニングボールとなるショートフライを掴んでいる[9]。
- 大学3年生時には母校の駒澤大学附属苫小牧高等学校の甲子園出場に臨時コーチとして同行している。大歓声に再び感動し、指導者として再び甲子園に来ると決めたという[9]。
- 「クリスティアーノ・ロナウド似の色男」[10]、「プリンス」[2]などと称されることもある。
- 妻がいる[11]。